# Argamo Murásio
Argamo Murásio (em latim: Argamus; em armênio/arménio: Արգամ; romaniz.: Argam) foi um suposto nobre armênio (nacarar) do século II a.C. da família Murásio, ativo durante o reinado do rei Orontes IV (r. 212–200 a.C.).

## Nome
Argamo (Argamus) é a forma latina do armênio Argame (Արգամ, Argam), cuja origem é incerta. Hračʻya Ačaṙyan notou que pode ter alguma relação com o nome Arcame (Arqam) citado na obra de ibne Batuta.

## Vida

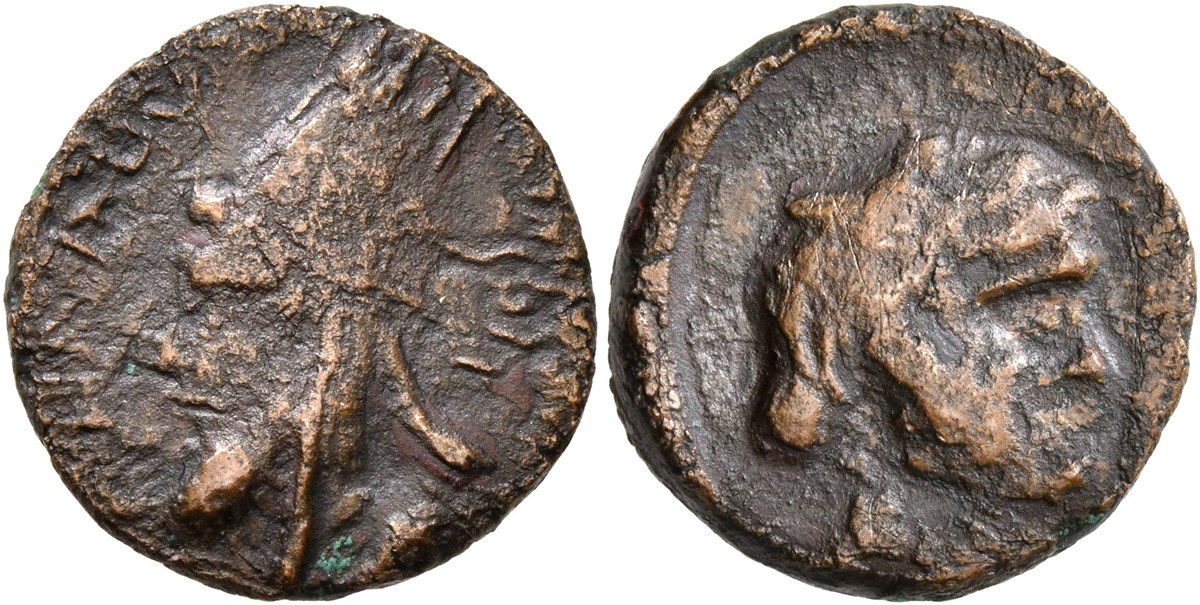
Dicalco de

Segundo Moisés de Corene, Argamo era tanuter da família Murásio e viveu durante o reinado de Orontes (identificado com Orontes IV (r. 212–200 a.C.)). Quando Orontes soube da revolta de Artaxias (identificado com Artaxias I (r. 189–160 a.C.)), reuniu os príncipes do reino com seus exércitos, incluindo Argamo, que comandou uma unidade de infantaria. Artaxias e seu oficial Simbácio marcharam ao acampamento de Orontes, mas tomaram cuidado com Argamo, pois além de ser um homem forte e valente, detinha uma força considerável sob seu comando. Artaxias enviou mensagem a Argamo, prometendo que lhe daria o dobro de tudo que Orontes já havia lhe dado, desde que desertasse para suas fileiras. Assim que a batalha entre Orontes e Artaxias começou, Argamo decidiu apoiar o último e recuou com sua infantaria, permitindo que seu rei fosse derrotado. Assim que Artaxias venceu o confronto, recompensou todos os que o ajudaram em sua vitória, incluindo Argamo, que foi colocado em segundo lugar na hierarquia do reino e lhe deu uma coroa decorada com safiras, argolas para ambas as orelhas, um chinelo vermelho para um pé e o direito de ter uma colher e um garfo de ouro e de beber em taças de ouro.
Tempos depois, quando Artavasdes (identificado com Artavasdes I (r. 160–115 a.C.)) atingiu a maturidade, nutriu rancor pela posição de Argamo e incitou Artaxias contra ele a pretexto de que Argamo estava planejando dominar o reino. Em decorrência de suas calúnias, Artaxias concedeu a seu filho a posição de Argamo. Mais tarde, quando Artaxias decidiu banquetear com o último, seus filhos, a pretexto dessa suposta conspiração, causaram tumulto e arrancaram os cabelos brancos de Argamo. Artaxias foi para Artaxata e enviou seu filho Mazanes com um grande força para que massacrasse os membros da família Murásio, queimasse o palácio de Argamo e trouxesse sua concubina Mandu, que era conhecida por sua beleza, para se tornar a concubina do rei. Dois anos depois, Artaxias ordenou que Argamo desistisse de suas posses, com exceção de sua concubina. Então, Artavasdes tomou Naquichevão e todas as aldeias, palácios e fortalezas ao sul do rio Araxes. Os filhos de Argamo se opuseram a essa opressão, mas foram derrotados e massacrados ao lado de Argamo. A família Murásio foi virtualmente extinta, com exceção de membros menores que foram viver junto de Artaxias na corte.